# Nanegal
Nanegal ist eine Ortschaft und eine Parroquia rural („ländliches Kirchspiel“) im Kanton Quito der ecuadorianischen Provinz Pichincha. Die Parroquia Nanegal gehört zur Verwaltungszone La Delicia. Die Parroquia besitzt eine Fläche von 245,8 km². Die Einwohnerzahl betrug im Jahr 2010 2636.

## Lage
Die Parroquia Nanegal liegt in der Cordillera Occidental im Nordwesten des Kantons Quito. Die Flüsse Río Pamplona und Río Intag fließen entlang der nördlichen Verwaltungsgrenze nach Westen. Die Flüsse Río Tulipe und Río Alambi begrenzen das Areal im Westen. Der Río Guayllabamba durchquert das Verwaltungsgebiet in überwiegend westnordwestlicher Richtung und entwässert es dabei. Der 1120 m hoch gelegene Hauptort Nanegal befindet sich am Río Alambi 43 km nordnordwestlich vom historischen Stadtzentrum von Quito. Von der Fernstraße E28 (San Antonio de Pichincha–San Miguel de los Bancos) zweigt bei Nanegalito eine 14 km lange Nebenstraße nach Norden ab und führt nach Nanegal.
Die Parroquia Nanegal grenzt im äußersten Nordwesten an die Provinz Imbabura mit der Parroquia García Moreno (Kanton Cotacachi), im Norden an die Parroquia San José de Minas, im Osten an die Parroquia  Calacalí, im Süden an die Parroquia Nono, im Südwesten an die Parroquia Nanegalito sowie im nördlichen Westen an die Parroquia Gualea.

## Geschichte
1881 wurde Nanegal der Status einer Parroquia rural verliehen.

## Ökologie
Über einen Großteil des Verwaltungsgebietes erstrecken sich die Schutzgebiete Reserva Maquipucuna und „Bosque Protector de la Cuenca Alta del Rio Guayllabamba“.